# MR Возничего
MR Возничего (лат. MR Aurigae) — двойная затменная переменная звезда типа W Большой Медведицы (EW) в созвездии Возничего на расстоянии (вычисленном из значения параллакса) приблизительно 16227 световых лет (около 4975 парсеков) от Солнца. Видимая звёздная величина звезды — от +15,5m до +15,1m. Орбитальный период — около 0,6903 суток (16,567 часов).

## Характеристики
Первый компонент — жёлто-белая звезда спектрального класса F. Эффективная температура — около 7205 К.